# 리투아니아어
리투아니아어(lietuvių kalba)는 유럽 동부 발트해 연안의 리투아니아인이 사용하는 언어이다. 인도유럽어족의 발트어파에 속하며, 발트어파 중 사용 인구가 가장 많은 언어이다. 라트비아어와 함께 발트어파의 동발트어군에 속한다. 아직도 산스크리트어나 라틴어 등의 인도유럽어족의 공통 조어의 고전적 특징을 잃지 않은 부분이 많아, 인도유럽어족의 현대어 중 옛 형태를 가장 잘 보존한 언어로 알려져 있다. 리투아니아 공화국의 공용어이며, 리투아니아의 유럽 연합 가입으로 유럽 연합의 공용어로도 지정되었다.

## 역사
원시 인도유럽인들이 어떻게 말했는지 듣고 싶은 이들은 리투아니아의 농부를 찾아가 그의 대화를 들어야 한다.

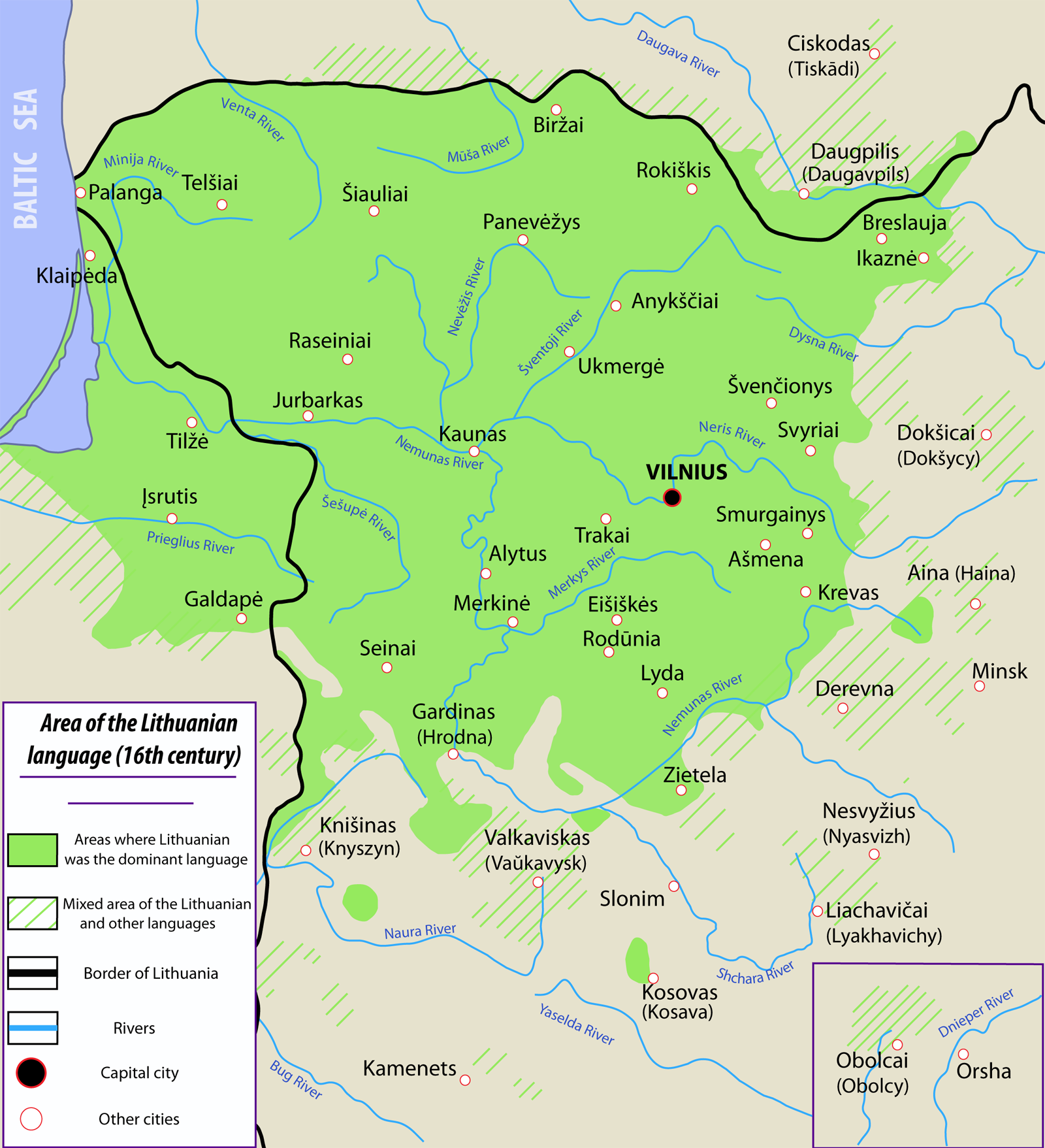
16세기 리투아니아어의 분포

인도유럽어족의 언어 중 리투아니아어는 문법과 음운에 있어 언어학적으로 보수적인 면모를 지니며, 산스크리트어(특히 베다 산스크리트어)나 고대 그리스어 따위의 옛 언어에서만 나타나는 특징들을 보존하고 있다. 이 때문에 리투아니아어는 현존하는 가장 오래된 문서가 1500년대 경에 그침에도 인도유럽조어의 재구에 있어 중요한 언어로 여겨지고 있다.
리투아니아어는 프란츠 보프, 아우구스트 슐라이허, 아달베르트 베첸베르거(Adalbert Bezzenberger), 루이스 옐름슬레우(Louis Hjelmslev), 페르디낭 드소쉬르, 윈프리드 리먼(Winfred P. Lehmann) 그리고 블라디미르 토포로프를 비롯한 언어학자들의 연구 대상이었다.
원시 발트슬라브어는 인도유럽조어로부터 떨어져 나왔으며, 이후 원시 발트어와 원시 슬라브어로 갈라졌다. 그 후 원시 발트어는 원시 서부 발트어(Proto-West Baltic)와 리투아니아어의 조상인 원시 동부 발트어(Proto-East Baltic)로 분화하였다. 이때 원시 발트어는 원시 슬라브어와 수많은 어휘, 형태론, 음운론 및 악센트 등어선(isogloss)을 공유한 채로 갈라져 나왔으며, 리투아니아어의 음운 체계는 이를 잘 간직하고 있기 때문에 음운 규칙을 통해 슬라브어 단어를 추론할 수 있을 정도이다. 예를 들어, 늑대를 뜻하는 리투아니아어 vilkas와 폴란드어 wilk는 원시 발트슬라브어 *wilkás로부터 유래하였으며, 이는 다시 인도유럽조어 *wĺ̥kʷos에서 유래하였다.
몇몇 언어연대학적 추측에 따르면, 동부 발트어군과 서부 발트어군은 기원후 400년에서 600년 사이에 분화된 것으로 여겨진다. 한편 고대 그리스의 지리학자 프톨레마이오스는 2세기 경 두 발트 부족 갈린다이와 수디노이(Γαλίνδαι, Σουδινοί)의 존재를 기록하였다. 라트비아어와는 그보다 뒤에 분화한 것으로 추정되나 그 변천은 불명확하다.
처음에 리투아니아어는 리투아니아 대공국과 프로이센 공국에서 입말로 쓰였으며, 이후 문어로 쓰이기 시작한 것은 13세기 리투아니아에 기독교가 전파되면서 시작되었을지도 모른다는 추측이 제기되고 있다. 1250년 경 리투아니아의 대공 민다우가스가 세례를 받고 리투아니아의 왕으로 즉위하면서 프란치스코회 수사들이 기도문을 리투아니아어로 번역하여 문서로 남겼을 것으로 추측되나, 이 중 현존하는 문서는 없다.
비록 15세기 이전에 작성된 리투아니아어 문서가 실전되었으나, 리투아니아어의 존재는 1414~1418년에 있었던 콘스탄츠 공의회의 참여자들이 사용한 언어 중 하나로 언급되어 있다.

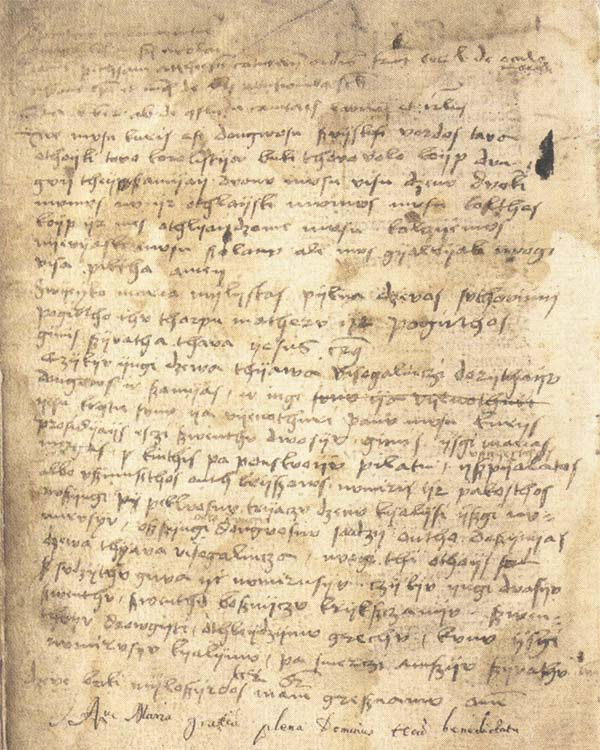
현존하는 가장 오래된 리투아니아어 문헌 자료 (1503년 경). 15세기 원문의 필사본.

현존하는 리투아니아어 문서 중 가장 오래된 것은 1503년에서 1525년 사이에 남부 아욱슈타이티야 방언으로 작성된 것으로 추정되는 주기도문, 성모송, 그리고 니케아 신경이다. 1547년 1월 8일에는 최초인 리투아니아어 저서인 마르티나스 마주비다스의 교리 문답(Catechism of Martynas Mažvydas)이 출판되었다.
1864년 1월 봉기 이후 러시아령 리투아니아의 총독 미하일 무라비요프(Михаи́л Муравьёв, 1796~1866)는 리투아니아어로 교육 및 출판하는 것을 금지하였으며 이와 함께 라틴 문자의 사용 또한 금지하였다. 그러나 동프로이센과 미국에서는 이와 상관없이 리투아니아어 저서가 계속 출판되었으며, 혹독한 형량의 위협에도 불구하고 크니그네셰이(knygnešiai)로 불린 리투아니아어 저서 밀수꾼들의 활동은 리투아니아 민족주의의 재부흥을 일으켰고 끝내 1904년 해당 금지령의 해제를 이끌어내었다.
요나스 야블론스키스(Jonas Jablonskis, 1860~1930)는 리투아니아어의 표준을 마련하는데 있어 상당한 공헌을 하였다. 19세기 내내 리투아니아어의 표기법은 서서히 진화하고 있었으나, 현대 리투아니아어의 표준이 되는 핵심적인 표기 원칙을 정립하고 이에 대해 자세히 설명한 것은 야블론스키스의 저서 Lietuviškos kalbos gramatika가 처음이었다. 야블론스키스가 제시한 리투아니아어 정서법은 그의 모어인 서부 아욱슈타이티야 방언을 기초로 하여 소리투아니아(Lithuania Minor)의 동부 프로이센 리투아니아어(eastern Prussian Lithuanian)의 특징을 일부 가미한 것이었다. 이 방언들은 제각기 다른 음운 변동을 겪은 타 방언들과 달리 이웃한 고대 프로이센어의 영향을 받아 옛 음운 체계를 대부분 보존한 상태였다.
1862년부터 1944년까지 소리투아니아(Lithuania Minor)에서는 리투아니아어 교육이 완전히 금지되었고 이로 인해 리투아니아어는 소리투아니아에서 소멸하였다.
리투아니아는 1918년 리투아니아가 다시 독립하면서 공용어의 지위를 부여받았고, 법적으로 리투아니아의 사용이 강제되었다.
리투아니아는 1940년 소련의 리투아니아 점령, 1941년 독일의 리투아니아 점령 그리고 1944년 소련의 재점령을 거치며 독립 국가의 지위를 잃고 소련의 일부인 리투아니아 소비에트 사회주의 공화국이 되었다. 소련 당국은 리투아니아어·러시아어 이중언어 체계를 도입하였다. 러시아어는 소련의 공식 언어로 리투아니아어에 대해 우월한 지위를 가졌고 리투아니아어는 지속적으로 쓰임새가 쭈그러들며 리투아니아인과 리투아니아어 모두 강력한 러시아화 압박에 놓이게 되었다. 더군다나 소련의 산업화로 인해 많은 러시아어 화자들이 노동자, 전문가 그리고 교수로 리투아니아 SSR에 이주하였다. 결과적으로 러시아어는 리투아니아 공산당 중앙 위원회를 비롯한 국가 기관, 라디오 및 TV 방송에서 우위를 차지하게 되었다. 예를 들어 1948년 리투아니아 소비에트 사회주의 공화국에는 22000명의 공산당원이 있었는데 80%가 러시아인이었고, 1970년 리투아니아에서 라디오 및 TV 방송의 61~74%가 러시아어로 송출되었다. 리투아니아인들은 이에 대해 러시아어를 사용하지 않는 것으로 소극적인 저항을 이어나갔다.
1988년 11월 18일 리투아니아 소비에트 사회주의 공화국의 최고 소비에트는 사유디스(Sąjūdis)와 리투아니아 사회의 압력에 리투아니아어를 공식 언어로 재지정하였다.
1990년 3월 11일 리투아니아 공화국 최고 위원회(Supreme Council of the Republic of Lithuania)가 리투아니아 국가재건법을 반포하고 임시 기본법(Laikinasis Pagrindinis Įstatymas)에 리투아니아어를 리투아니아의 유일한 공용어로 명시하였으며, 이후 1992년 10월 25일 리투아니아 헌법 국민투표에서 해당 법을 바탕으로 한 헌법이 통과하면서 법적 지위를 공고히 하였다.

## 문자
| A | Ą | B | C | Č | D | E | Ę | Ė | F | G | H | I | Į | Y | J | K | L | M | N | O | P | R | S | Š | T | U | Ų | Ū | V | Z | Ž |
| a | ą | b | c | č | d | e | ę | ė | f | g | h | i | į | y | j | k | l | m | n | o | p | r | s | š | t | u | ų | ū | v | z | ž |

영어와 다르게 Į 다음에 Y가 오며, 리투아니아어의 알파벳에는 Q, W, X가 없다.
이 밖에도 3 개의 이중음자를 사용하나 각각 하나의 문자가 아닌 두 문자의 연속으로 취급된다. 이중음자 ch는 연구개 마찰음 [x]을 나타내는 반면, dz와 dž는 두 자음을 합친 파찰음을 나타낸다:
Dz dz [dz] (dzė), Dž dž [dʒ] (džė), Ch ch [x] (cha).
리투아니아어 표기에서 특징적으로 쓰이는 철자 Ė는 다니엘 클라인(Daniel Klein)이 그의 저서 Grammatica Litvanica에서 처음 제안하였고 이후 문자 체계 안에 자리를 잡았다. 단 아우구스트 슐라이허는 Ė 대신 위에 두 점이 달린 Ë를 쓸 것을 제안하기도 하였다. 또한 다니엘 클라인의 저서 Grammatica Litvanica에는 V의 소리를 나타내기 위해 W를 쓰는 방식을 제시하였다. 이 방식은 나중에 Varpas 신문의 저자들을 비롯한 사람들에 의해 V로 대체되었다. 특히 W를 V로 바꿔 쓰는 것은 20세기 초반부터 크게 늘어났으며, 이는 리투아니아어 출판 매체와 교육에 영향을 받은 것으로 추측된다.
리투아니아어의 표기 체계는 대체로 1자 1음소의 규칙을 따른다. 이 규칙에는 몇 가지 예외가 있는데, 대표적으로 철자 i의 경우영어의 sit과 같은 모음 [ɪ]를 나타내거나 그 자신은 묵음이고 앞의 자음이 구개음화됨을 나타낸다. 구개음화를 가리키는 i는 외래어에 따른 예외를 제외하면 대체로 그 뒤에 후설 모음 또는 중설 모음이 따라올 때 나타난다. 예를 들면, "입술"을 뜻하는 낱말 lūpa [ˈɫûːpɐ]의 첫 자음은 연구개 설측 접근음인 반면, "사자"를 뜻하는 liūtas [ˈlʲuːt̪ɐs̪]의 첫 자음은 구개음화된 치경 설측 접근음이다. 두 자음 모두 같은 모음인 긴 [uː] 가 뒤따르며, [ɪ] 는 liūtas에서 나타나지 않는다).
역사적으로 폴란드의 영향을 받았기 때문에 리투아니아어 알파벳은 이중음자 sz, cz와 Ł를 포함하고 있었다. 이후 19세기 리투아니아 민족주의 재부흥기(Lithuanian National Revival)에 들어서면서 Ł은 퇴출시켰으나 sz, cz 이중음자는 체코어 알파벳에서 가져온 š, č가 더 짧다는 이유로 대체되었다. 이는 공식적으로 두 이중음자를 바꾼 이유였으나 다른 이유로는 폴란드어와 리투아니아어를 구분하려는 심리 또한 존재하였다. 새로 도입된 철자 š와 č는 식자층을 대상으로 한 Varpas, Tėvynės sargas, Ūkininkas와 같은 출판 매체에서 주로 쓰였으며, 교육을 받지 못한 이들을 대상으로 삼은 매체에서는 두 철자의 도입이 사회적 긴장을 일으켰기 때문에 한동안 sz와 cz가 계속 쓰였으며 1906년이 되어서야 새 철자가 자리를 잡았다. 리투아니아어는 체코어 알파벳에서 ž 또한 도입하였다.
비음화 된 모음을 나타내는 철자 ą와 ę는 폴란드어 알파벳에서 도입되었으며 르네상스 리투아니아 문학에서 처음 쓰였고, 나중에 이와 비슷한 원리로 i와 u에 대응하는 비음을 나타내기 위해 į와 ų 또한 쓰게 되었다. 철자 ū는 언어학자 요나스 야블론스키스가 정서법을 정리하며 추가한 철자이다.
Ū·ū 위에 붙은 "¯"(매크론, macron), Ą·ą·Ę·ę·Į·į·Ų·ų 밑에 붙은 "˛"(오고넥, ogonek), 그리고 i 대신 쓰는 y는 문법 및 어원을 따지기 위해 쓰이며 현대 표준 리투아니아어에서는 항상 모음의 길이를 구분하는데 쓰인다. "´"(어큐트), "`"(그레이브)와 "~"(틸드) 발음 구별 기호는 pitch accents를 가리키는 데에 쓰이나, pitch accents는 문법에서 강제하는 경우, 동음이의어나 방언 등의 사용으로 인해 뜻을 명확히 해야 할 때, 사전에서 찾을 때를 제외하면 대체로 쓰이지 않는다.

## 음운

### 자음
|        |        | 순음 | 순음 | 치음 | 치음 | 치경음 | 치경음 | 경구개음 | 연구개음 | 연구개음 |
| hard   | soft   | hard | soft | hard | soft | hard   | soft   | 경구개음 |          |          |
| ------ | ------ | ---- | ---- | ---- | ---- | ------ | ------ | -------- | -------- | -------- |
| 비음   | 비음   | m    | mʲ   | n    | nʲ   |        |        |          |          |          |
| 파열음 | 무성   | p    | pʲ   | t    | tʲ   |        |        |          | k        | kʲ       |
| 파열음 | 유성   | b    | bʲ   | d    | dʲ   |        |        |          | ɡ        | ɡʲ       |
| 파찰음 | 무성   |      |      | t͡s   | t͡sʲ  | t͡ʃ     | t͡ɕ     |          |          |          |
| 파찰음 | 유성   |      |      | d͡z   | d͡zʲ  | d͡ʒ     | d͡ʑ     |          |          |          |
| 마찰음 | 무성   | (f)  | (fʲ) | s    | sʲ   | ʃ      | ɕ      |          | (x)      | (xʲ)     |
| 마찰음 | 유성   | v    | vʲ   | z    | zʲ   | ʒ      | ʑ      | j        | (ɣ)      | (ɣʲ)     |
| 접근음 | 접근음 | v    | vʲ   | ɫ    |      |        | lʲ     | j        |          |          |
| 전동음 | 전동음 |      |      |      |      | r      | rʲ     |          |          |          |

/j/를 제외한 모든 리투아니아어 자음들은 hard consonant로 여겨지는 구개음화되지 않은 자음과 soft consonant로 여겨지는 구개음화 자음으로 쌍을 이룬다. /f/, /x/, /ɣ/ 및 상응하는 구개음화 음운은 외래어에서만 나타난다.
/t͡ɕ, d͡ʑ, ɕ, ʑ/는 전통적으로 ⟨t͡ʃʲ, d͡ʒʲ, ʃʲ, ʒʲ⟩로도 표기되었으나, 앞의 표기가 더 적기 편리하다는 점을 빼면 동일한 소리를 가리키는 표기이다.

### 모음
리투아니아어는 외래어로부터 유입된 /e, ɔ/를 제외하면 전통적으로 6개의 긴 모음과 4개의 짧은 모음을 갖는다. Length has traditionally been considered the distinctive feature, though short vowels are also more centralized and long vowels more peripheral:
|       | Front | Front  | Central | Central | Back | Back |
| ----- | ----- | ------ | ------- | ------- | ---- | ---- |
| Close | iː    | ɪ      |         |         | ʊ    | uː   |
| Mid   | eː    | ɛ, (e) |         |         | (ɔ)  | oː   |
| Open  | æː    |        | ɐ       | aː      |      |      |

- /e, ɔ/ 는 외래어에서만 나타나며, 많은 리투아니아어 화자들은 /e/를 /ɛ/와 점차 구분하고 있지 있다.[32]

### 이중모음
전통적으로 리투아니아어는 9개의 이중모음, ai, au, ei, eu, oi, ou, ui, ie, 그리고 uo를 가진 것으로 여겨졌다. 그러나 일부 연구(i.e., Schmalstieg 1982)는 이중모음은 긴 모음이 항상 고정되어 있으므로, 리투아니아어의 이중모음들은 강세에 따라 변한다는 점에서 이중모음이 아닌 vowel sequences으로 여기기도 한다.
|     | stressless or tilde | acute stress |
| --- | ------------------- | ------------ |
| ai  | [ɐɪ̯ˑ]               | [âˑɪ̯]        |
| ei  | [ɛɪ̯ˑ]               | [æ̂ˑɪ̯]        |
| au  | [ɒʊ̯ˑ]               | [âˑʊ̯]        |
| eu  | [ɛʊ̯ˑ]               | [ɛ̂ʊ̯]         |
| iau | [ɛʊ̯ˑ]               | [ɛ̂ˑʊ̯]        |
| ie  | [iə]                | [îə]         |
| oi  | —                   | [ɔ̂ɪ̯]         |
| ou  | —                   | [ɔ̂ʊ̯]         |
| ui  | [ʊɪ̯ˑ]               | [ʊ̂ɪ̯]         |
| uo  | [uə]                | [ûə]         |

### 고저 악센트
리투아니아어의 운율 체계는 자유 강세와 변별적 음량을 특징으로 한다. 그 억양은 때때로 단순 성조 체계로 기술되며, 흔히 고저 악센트라고 불린다. 어휘 단어에서는 한 음절이 성조상 두드러진다. 긴 모음, 이중모음 또는 공명음 말음을 포함하는 중음절은 두 가지 성조 중 하나를 가질 수 있는데, 이는 하강 성조(또는 급격 성조)와 상승 성조(또는 완만 성조)이다. 단모음과 선택적으로 장애음 말음을 가진 경음절은 중음절이 갖는 이원적 대비를 가지지 않는다.

## 예제
| 의미                          | 리투아니어어 표기              | simplified Lithuanian transcription | IPA                      |
| ----------------------------- | ------------------------------ | ----------------------------------- | ------------------------ |
| 리투아니아어                  | Lietuviškai                    | lietuvishkai                        | lĭetuviʃkaĭ              |
| 안녕하십니까? (informally)    | labas                          | lahbas                              | lābas                    |
| 안녕히 가십시오! (informally) | iki!                           | iki                                 | iki                      |
| 잠깐만요!                     | palaukite                      | palaukite                           |                          |
| 고맙습니다/감사합니다         | ačiū                           | ahchjooh                            | ātʃiū                    |
| That one                      | tas (masculine), ta (feminine) | tas, ta                             |                          |
| How much (does it cost)?      | kiek kainuoja?                 | kjek kainuoja                       | kĭek kainǔoja            |
| 예.                           | taip                           |                                     | taĭp                     |
| 아니요.                       | ne                             | ne                                  |                          |
| 미안합니다.                   | atsiprašau                     | Atsiprashau                         | atsipraʃaŭ               |
| 모르겠어요                    | nesuprantu                     |                                     | nesuprantu               |
| 영어를 할 줄 아십니까?        | (ar) kalbate angliškai?        |                                     | /ar/ kalbate āngliʃkaĭ ? |
| Where is ...?                 | Kur yra?                       |                                     | kur īra?                 |

## 같이 보기
- 마르티나스 마주비다스